# Baie-Comeau
Baie-Comeau est une ville canadienne au Québec, chef-lieu de la MRC de Manicouagan, dans la région de la Côte-Nord. 
La ville se situe sur la rive nord du fleuve Saint-Laurent, aux embouchures de la rivière Manicouagan et de la rivière aux Anglais, à environ 350 km au nord-est de la ville de Québec. Avec 20 687 habitants (26 643 habitants dans l'aire urbaine), Baie-Comeau est la deuxième ville la plus peuplée de la Côte-Nord après Sept-Îles.
La ville a une vocation principalement industrielle en comptant des activités dans les domaines forestier, des pâtes et papiers, de l'aluminium et de l'hydroélectricité. Elle a d'ailleurs été fondée à la suite de la construction de la papeterie de la compagnie Chicago Tribune, et dirigée par le colonel Robert R. McCormick, qui a fait ériger la Centrale McCormick pour le fonctionnement de son usine et la vente de surplus d'électricité. La Quebec North Shore Paper Company (QNSP) et l'augmentation des activités forestières ont contribué à l'expansion industrielle et démographique de la ville.

## Toponymie
Le nom de la ville de Baie-Comeau provient de sa baie côtière. Ce nom lui a été attribué en l'honneur de Napoléon-Alexandre Comeau, géologue et naturaliste de la Côte-Nord, qui a réalisé le sauvetage de gens prisonniers des glaces du fleuve Saint-Laurent en 1886. Le nom Comeau Bay a initialement été porté par le bureau de poste de la ville. Il a été francisé en 1936 et attribué à la ville lors de sa fondation en 1937.

## Géographie

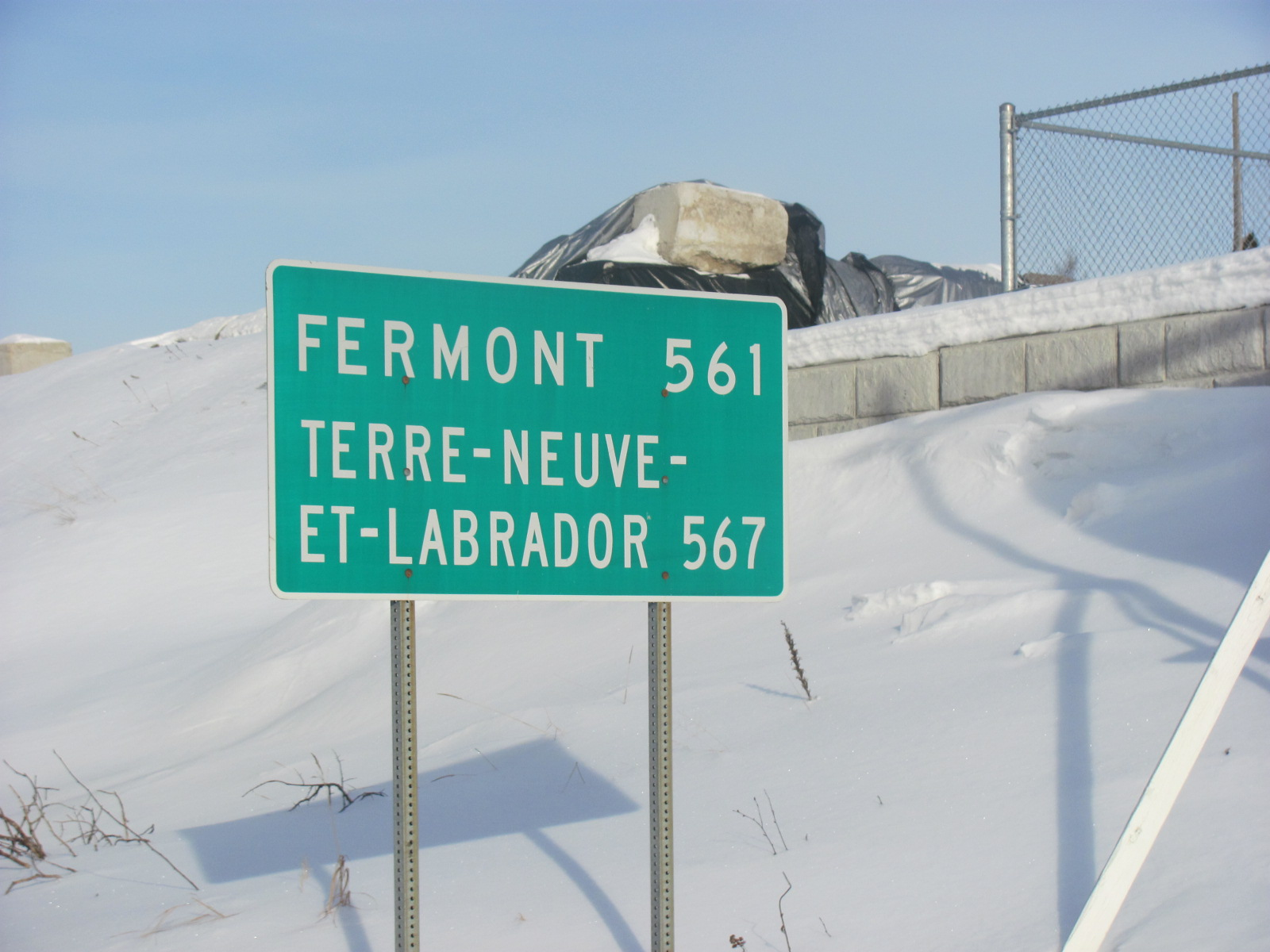
Début de la route 389 à Baie-Comeau.

Baie-Comeau est située sur la rive nord du fleuve Saint-Laurent dans la région de la Côte-Nord à 400 km au nord-est de Québec et à 230 km au sud-ouest de Sept-Îles. La ville est limitrophe de Rivière-aux-Outardes au nord-ouest, de Chute-aux-Outardes à l'ouest, de Franquelin à l'est, de Ragueneau et Pointe-aux-Outardes au sud-ouest ainsi que de Pointe-Lebel au sud. Baie-Comeau s'étend sur 334 km2. Baie-Comeau est située le long de la route 138 entre Chute-aux-Outardes à l'ouest et Godbout à l'est et à l'extrémité sud de la route 389 reliant Fermont au nord.

### Hydrographie

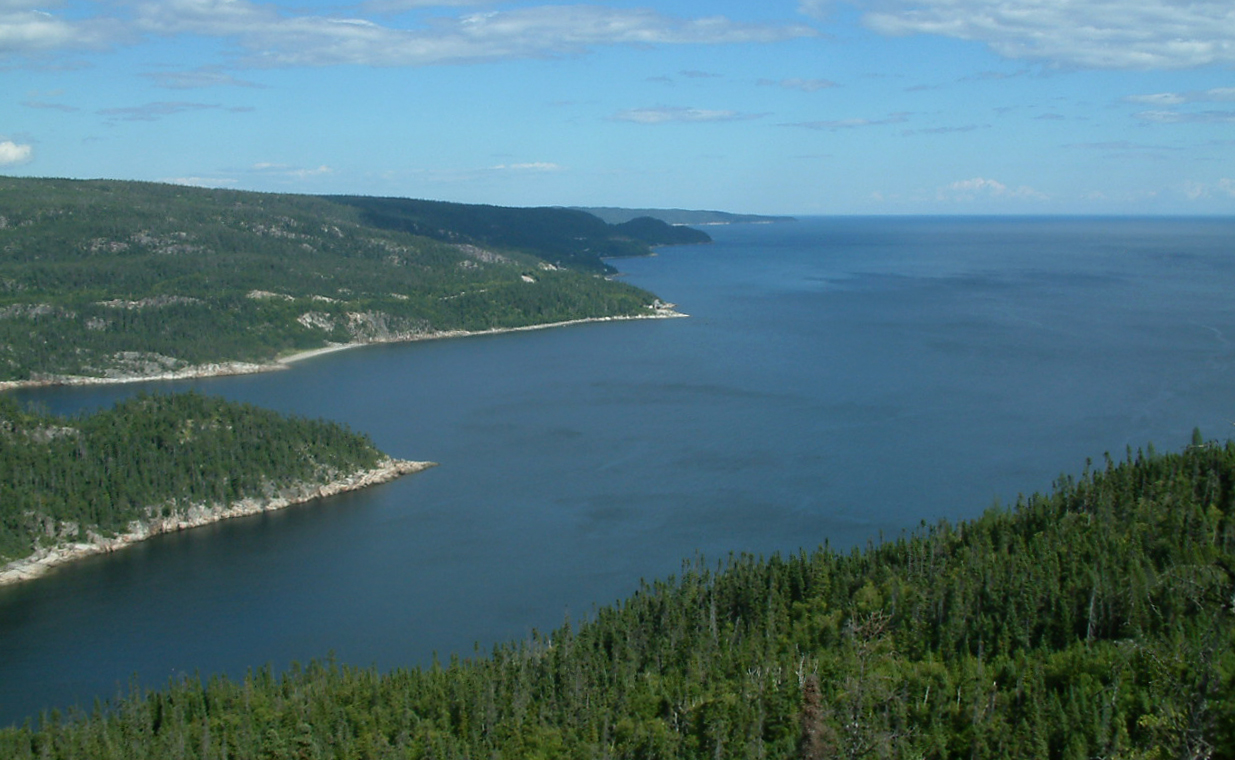
La baie Saint-Pancrace.

Le territoire de Baie-Comeau compte deux bassins versants qui sont situés dans la région hydrographique du Saint-Laurent nord-est et font partie de la zone de l'organisme de bassins versants Manicouagan (OVBM). Les deux bassins sont ceux de la rivière Manicouagan et de la rivière aux Anglais. Baie-Comeau est traversée par cinq rivières: la rivière Manicouagan, la rivière Amédée, la rivière Petit-Bras, la rivière à la Chasse et la rivière aux Anglais. Ces rivières sont alimentées par une trentaine de lacs. Plusieurs de ces lacs sont utilisés pour la pêche et la villégiature. La rivière aux Anglais sert de lieu de reproduction pour le saumon de l'atlantique. Le bassin est également utilisé pour alimenter l'aluminerie et la papetière. La rivière Manicouagan est principalement utilisée pour la production d'électricité. La pêche sportive est également pratiquée sur tout le bassin.

### Climat
À Baie-Comeau, entre 2001 et 2017, les températures maximale et minimale furent respectivement 30,9 °C et −34,2 °C. Le record de chaleur est survenu le 3 juillet 2011 tandis que le record de froid date du 17 janvier 2009.
| Mois                                  | jan.       | fév.       | mars       | avril     | mai       | juin      | jui.      | août      | sep.      | oct.      | nov.       | déc.       | année           |
| ------------------------------------- | ---------- | ---------- | ---------- | --------- | --------- | --------- | --------- | --------- | --------- | --------- | ---------- | ---------- | --------------- |
| Température minimale moyenne (°C)     | −19,9      | −18,6      | −11,4      | −3,2      | 1,7       | 6,8       | 10,3      | 9,2       | 5         | 0,1       | −5,5       | −14,1      | −3,3            |
| Température moyenne (°C)              | −14,3      | −12,7      | −6,5       | 0,6       | 6,8       | 12,4      | 15,6      | 14,7      | 10,1      | 4,3       | −1,8       | −9,3       | 1,7             |
| Température maximale moyenne (°C)     | −8,7       | −6,7       | −1,5       | 4,5       | 11,9      | 18        | 20,9      | 20,2      | 15,2      | 8,5       | 1,9        | −4,5       | 6,6             |
| Record de froid (°C) date du record   | −47,2 1996 | −44,4 1989 | −35,6 1989 | −21 1997  | −8,3 2002 | −3,2 1991 | 0,6 1999  | −0,7 1999 | −6,1 1992 | −11 2002  | −22,8 1949 | −37,8 1951 | −47,2 21/1/1950 |
| Record de chaleur (°C) date du record | 11,4 1996  | 8,2 1981   | 10,3 1993  | 21,8 1987 | 30 1999   | 31,8 2001 | 32,8 1953 | 31,1 1965 | 28,1 2001 | 21,7 1949 | 18,1 1996  | 11,1 1950  | 32,8 17/7/1953  |
| Ensoleillement (h)                    | 112,5      | 134,4      | 163,5      | 181,7     | 217,3     | 237,1     | 244       | 238,4     | 163,8     | 123,4     | 90,7       | 94,7       | 2 001,5         |
| Précipitations (mm)                   | 83,4       | 65,2       | 68,4       | 79,7      | 91,1      | 88,7      | 93,1      | 75,4      | 86,3      | 95,3      | 95,8       | 78,7       | 1 001           |
| dont neige (cm)                       | 83,8       | 59,1       | 48,2       | 30,3      | 2,7       | 0         | 0         | 0         | 0,01      | 5,4       | 40,2       | 73,2       | 342,9           |
| Nombre de jours avec précipitations   | 16,2       | 12,8       | 12,8       | 12,3      | 14,2      | 13,5      | 14,6      | 13,5      | 13,5      | 15        | 14,1       | 14,8       | 167,3           |
| Nombre de jours avec neige            | 16,8       | 11,8       | 10,7       | 6,2       | 0,89      | 0         | 0         | 0         | 0,05      | 1,7       | 8,6        | 14,3       | 71,1            |

| Diagramme climatique                                  |               |               |             |             |           |              |             |           |            |             |               |
| J                                                     | F             | M             | A           | M           | J         | J            | A           | S         | O          | N           | D             |
| −8,7−19,983,4                                         | −6,7−18,665,2 | −1,5−11,468,4 | 4,5−3,279,7 | 11,91,791,1 | 186,888,7 | 20,910,393,1 | 20,29,275,4 | 15,2586,3 | 8,50,195,3 | 1,9−5,595,8 | −4,5−14,178,7 |
| Moyennes : • Temp. maxi et mini °C • Précipitation mm |               |               |             |             |           |              |             |           |            |             |               |

## Histoire

### Premières occupations
Grâce aux recherches archéologiques, on a identifié la présence d'humains plus ou moins permanente dans la région côtière orientale de la Côte-Nord vers 6 500 ans avant Jésus-Christ. Les Innus habitaient sur le territoire à l'époque des premières documentations. Il y a également des soupçons de présence de Vikings autour de la Rivière Amédée au début du premier millénaire. Au XVIIe siècle, il y a présence d'un poste de traite au lac Manicouagan. Un autre est en fonction à l'embouchure de la rivière Manicouagan au XIXe siècle. Les ressources du littoral sont exploitées par différents groupes, incluant les Amérindiens et les Innus. Après la colonisation européenne, des pêcheurs français, anglais, portugais, scandinaves et basques profitent aussi des eaux saumâtres de l'estuaire. En effet, les premiers échanges entre les Amérindiens et les Européens se déroulent vers le milieu du XVIe siècle. Les relations entre les européens et les euro-canadiens se déroulent plus à l'ouest de la région, soit à Tadoussac, aux îlets Jérémie et à Bestiamites où des postes de traite sont en fonction,. Les explorateurs navigant sur le fleuve Saint-Laurent redoutent les battures de sable dans la baie où de nombreux naufrages se sont produits,.

### Premiers développements (1898-1910)
En 1898, Henri et Damase Jalbert (aussi fondateur de Val-Jalbert), originaires du Saguenay-Lac-Saint-Jean, débutent l'exploitation forestière sur les rives de la rivière Manicouagan avec 75 hommes. Au printemps 1899, une scierie est construite à l'embouchure de la rivière Amédée,. La création de cette usine mène à l'installation d'une vingtaine de familles et ainsi à la fondation du village Saint-Eugène de Manicouagan aussi appelé Manicouagan et Poste de Manicouagan. Un petit barrage est construit sur la rivière afin de contrôler le débit de l'eau pour faire fonctionner le moulin qui utilise la vapeur d'eau générée par une chaudière au bois. À l'hiver 1899-1900, le chantier compte une centaine d'hommes et 75 000 billots sont coupés. Les crues printanières entraînent le bris des estacades et la perte de la moitié de la coupe,. À la suite de ces difficultés, les Jalbert vendent leur propriété à la compagnie Scougall, Dobell & Beckett pour 36 000 $ en 1900. À l'été 1901, un feu de forêt ravage les alentours du village et à l'automne, l'incendie du magasin du moulin occasionne des pertes de 6 000 $ en matériel. À l'automne 1902, le moulin est victime d'un incendie,. Les installations sont acquises en 1903 par la Manicouagan & English Bay Export dont William Dobell est le propriétaire et le moulin est reconstruit,.
En 1907, les crues printanières anormalement fortes entraînent à nouveau le bris des estacades et la perte totale des billots, ce qui engendre la fermeture de la scierie et l'abandon du village,. Le village se voit donner le nom de Vieux-Poste en 1936 lorsque commence la construction de la ville de Baie-Comeau.

### Le projet Manicouagan (1911-1934)
Dès 1911, le colonel Robert Rutherford McCormick, président du Chicago Tribune, souhaite que son entreprise soit plus autonome au niveau de l'approvisionnement du bois et de la transformation en papier. Il propose alors la construction d'une usine de papier qui serait la propriété du journal dans le but d'abaisser les coûts de production et être plus concurrentiel. Une usine est alors construite en Ontario en 1913 et en 1921, cette usine compte cinq machines à papier. Une filiale nommée l'Ontario Paper Company est alors créée. Afin de répondre à la demande importante d'approvisionnement en bois, McCormick explore le fleuve Saint-Laurent et ses affluents dans le but d'acquérir ses propres concessions forestières, puisque l'Ontario refuse de lui accorder des droits d'exploitation. À la suite de l'armistice, il commence l'exploitation d'un chantier à Shelter Bay (Port-Cartier) en 1918, puis dans la Baie-des-Cèdres (Franquelin) en 1920,. McCormick obtient le grade de colonel en 1917 lors de la première guerre mondiale. Il nomme Arthur Schmon, un ancien officier, gérant de ces projets.
La publication du New York Daily (affilié au Chicago Tribune) en 1919, entraîne l'augmentation de la demande en bois. Pour répondre à cette demande, le potentiel forestier et hydroélectrique aux environs des rivières Manicouagan et aux Outardes est exploré en 1922. L'Ontario Paper Company obtient le bail d'exploitation forestière sur la rive Est de la rivière Manicouagan le 30 janvier 1923, malgré la présence aux enchères du concurrent, l'Anglo Canadian Pulp and Paper Co. (aujourd'hui Papiers White Birch), ce qui a eu pour conséquence d'en faire monter le prix,. Le gouvernement du Québec alloue le bail en échange de la construction d'une usine de transformation au plus tard le 30 janvier 1930,ce qui donna naissance au projet Manicouagan,.

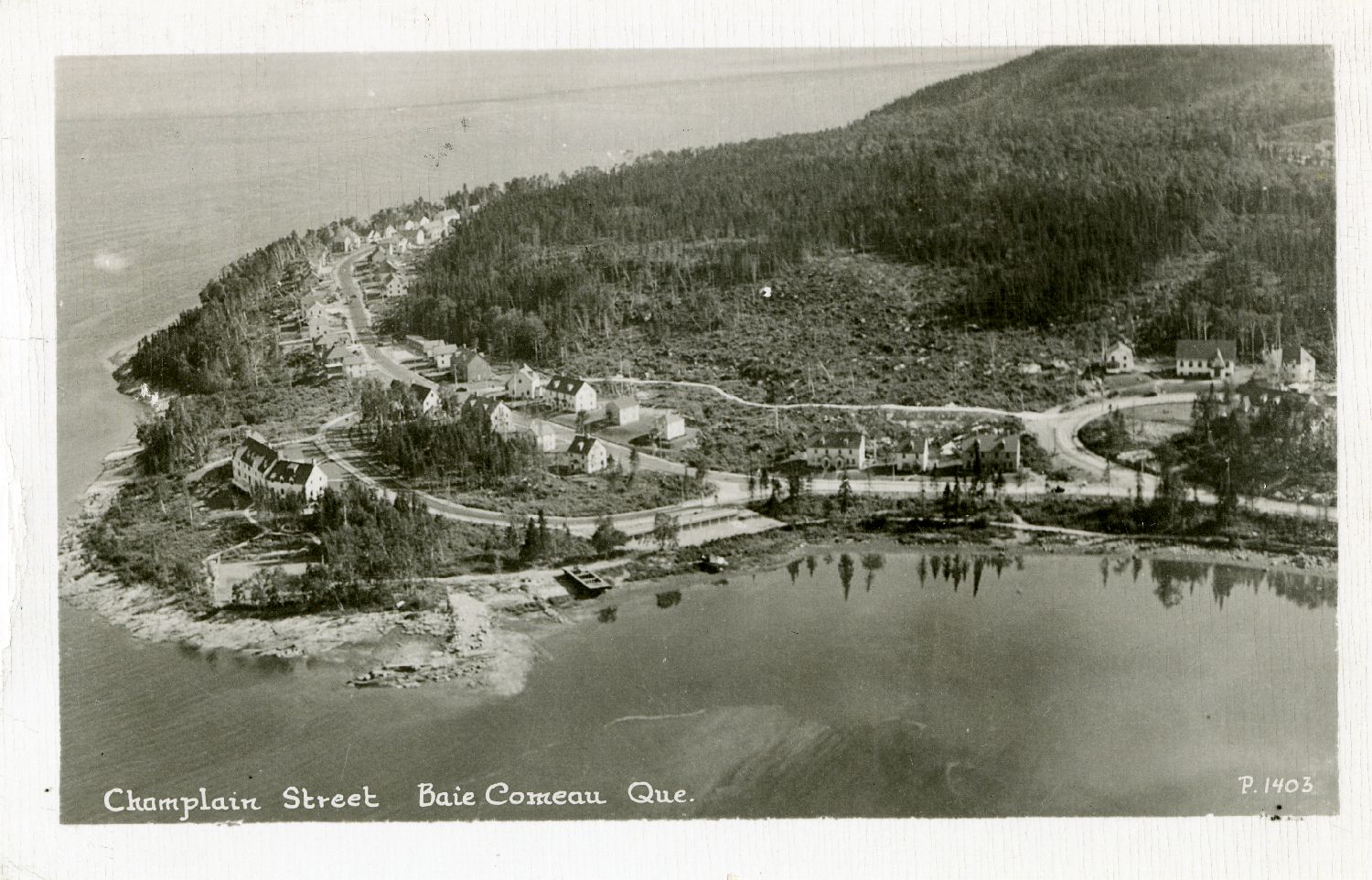
L'Avenue Champlain en 1930.

La phase initiale du projet prévoit la construction d'un barrage hydroélectrique sur la rivière aux Outardes puisque le débit de la rivière Manicouagan est trop élevé et inconstant pour les capacités de l'époque,. La construction du barrage débute lors de l'hiver 1926,. Arthur Schmon devient le gérant des opérations de l'Ontario Paper Company au Québec et donc du projet Manicouagan et est responsable de trouver l'emplacement pour la future usine,. L'Anse à Comeau est identifiée comme lieu propice à la construction du quai grâce à la découverte d'eaux profondes et d'une vallée qui permettrait la construction de l'usine et de la ville,. Une entente entre l'Ontario Paper Company et l'Anglo Canadian Pulp and Paper, qui a également obtenu des lots d'exploitation sur la rive de la rivière Manicouagan, est conclue pour la construction du quai qui mène à la création d'une filiale commune, la Québec Logging Corporation, le 12 octobre 1926. La construction d'un quai de pierre de 300 mètres, appuyée par le gouvernement fédéral, débute seulement en 1929,. La situation de pénurie de papier d'après guerre s'étant transformée en surproduction amène la baisse de rentabilité du projet, McCormick demande alors un délai supplémentaire de deux ans au gouvernement de Louis-Alexandre Taschereau en 1927,. À l'été 1929, la première section du quai est terminée, des bâtiments pour héberger les travailleurs sont construits ainsi que le premier bureau de poste nommé Comeau Bay. Toutefois, le grand Krach boursier de 1929 retarde les travaux entre 1930 et 1934 et la date du contrat est de nouveau repoussée au 30 juillet 1934,. Entre-temps, l'Ontario Paper Company fait l'acquisition des concessions de la Brown Corporation entre la rivière la Chasse et la rivière Amédée, de la Manicouagan & English Bay Export au vieux poste et de l'Anglo Canadian Pulp and Paper. Le barrage sur la rivière aux Outardes est complété en 1931. Cette fois, le gouvernement décide de repousser la construction de l'usine en 1937.

### Les débuts de la municipalité (1934-1944)
En 1934, avec tous les investissements déjà effectués, McCormick souhaite relancer le projet et profiter de l'abondance de main d'œuvre et du faible coût des matériaux occasionnés par la crise. Il négocie alors les clauses du contrat avec le gouvernement pour abaisser les redevances et les coûts d'exploitation forestière. Le premier ministre Taschereau accepte les nouvelles clauses pour relancer l'économie pendant la crise en échange d'une augmentation de la production à 250 tonnes de papier par jour et de la puissance de la centrale à 20 MW. Les activités reprennent alors en 1936[réf. nécessaire].
Le 12 avril 1936, le navire Jean-Brillant apporte les cadres et les ingénieurs de la compagnie dans l'anse à Comeau. Le lendemain, le navire Marco-Polo arrive de Rimouski avec les premiers ouvriers et le ravitaillement,. La construction débute par les camps des travailleurs, l'amélioration du quai ainsi que la route et le chemin de fer reliant le quai à l'emplacement de l'usine,. Le chantier est strictement réservé aux travailleurs. En raison de la situation de pénurie d'emploi, les travailleurs attendent sur le quai de Rimouski pour tenter de se faire embaucher. Il y a environ 1 500 travailleurs présents sur le chantier la première année. Dès juin, deux commerces, un barbier et une cordonnerie, ouvrent directement dans les baraques. Au début août, la construction du quai et du chemin de fer est complétée. Le premier bâtiment de la nouvelle usine de papier à être construit est l'atelier mécanique, ensuite la remise à papier, les bureaux, les magasins et la salle de finition. À l'automne, vingt-six résidences privées sont complétées ainsi que le premier manoir Comeau. Les rues Champlain et Cartier sont alors créées,. Environ 500 travailleurs sont affectés à la construction de la centrale électrique de 75 MW du barrage sur la rivière Outardes et de la ligne de transmission. Le département des opérations forestières, responsable du défrichement et de la planification de la ville, construit un arboriduc entre le lac Comeau et la ville, afin de transporter le bois pour alimenter l'usine.
Après la suspension des travaux pendant l'hiver, ceux-ci reprennent en avril 1937. Entre 3000 et 5 000 travailleurs participent à la construction,. La demande d'incorporation de la ville de Baie-Comeau est présentée à l'Assemblée législative en avril et les lettres patentes sont délivrées le 20 mai 1937. Le premier maire en fonction de la ville est Henry Arthur Sewell,. Le nom de Baie-Comeau était sélectionné depuis 1929,.
En 1937, 114 maisons supplémentaires sont construites pour héberger les familles ainsi que les premiers édifices commerciaux sur la rue la Salle,. L'édifice Arcade est achevé en octobre, la pharmacie Éthier, une bijouterie, un barbier et une cordonnerie s'y installent. De l'autre côté de la rue, une banque, un magasin de la Baie d'Hudson, une épicerie et le restaurant chez Kelly prennent place,. L'hôtel la Salle est également construit,. On retrouve aussi une salle communautaire et une salle de quilles qui est transformée en Taverne aux Amis.
L'hôpital Boisvert d'une vingtaine de lits est construit grâce au financement de l'Ontario Paper Company. Il est nommé en l'honneur de George Boisvert, gérant des opérations forestières, décédé l'année précédente,. Il y a également la construction d'une église anglicane sur la rue Carleton alors que les catholiques utilisent le sous-sol de l'église Saint-Joseph, alors en construction et renommée plus tard église Sainte-Amélie en l'honneur de la première épouse du colonel, Amy Irwin Adams, décédée en 1939. La paroisse de Baie-Comeau, également renommée Sainte-Amélie, est fondée au début de 1937, par le Père et premier curé de Baie-Comeau, Louis-Philippe Gagné. À la fin de cette année-là, plusieurs édifices opèrent sur l'avenue La Salle et plusieurs maisons forment les avenues Champlain, Laval, Hébert, Frontenac, Wolfe, Cartier, Dollard et Montcalm.
À la suite d'une visite des administrateurs de l'Ontario Paper Company à l'automne, la date de mise-en-opération de la machine à papier est fixée au 15 février 1938. Un bonus de 5 000 $ est offert aux responsables pour chaque jour gagné sur l'échéancier. C'est alors le 24 décembre 1937 que la première machine à papier est mise-en-service,. La deuxième machine commence à fonctionner le 24 janvier 1938. L'Ontario Paper Company y a investi plus de 30 M$. L'inauguration officielle du moulin a lieu le 11 juin 1938, plus de 300 invités sont présents dont plusieurs hommes politiques de l'époque. En juillet 1938, l'Ontario Paper Company crée la filiale, Québec North Shore Paper Company (QNSP), à la suite de la demande du ministre Maurice Duplessis de s'incorporer au Québec,.
La vie religieuse est assurée par l'arrivée des Sœurs de Sainte-Croix le 30 août 1938. Tout au long des années 1940, Baie-Comeau prend de l'expansion et voit la création d'organisations et d'un centre récréatif avec différents loisirs pour la population,.
La Seconde Guerre mondiale a des impacts sur le transport du papier et du bois à cause de la réquisition de nombreux navires par le gouvernement pour soutenir les efforts de guerre ainsi que la fermeture de l'entrée du golfe du Saint-Laurent lors de la bataille du Saint-Laurent. Toutefois, grâce à une collaboration avec l'aluminerie d'Arvida, le transport maritime sur le fleuve et les canaux des Grands Lacs fut autorisé, ce qui a permis d'éviter un désastre économique,. De nombreux travailleurs sont partis combattre alors que d'autres s'enrôlent dans la réserve de la Compagnie E du 2e bataillon des Fusiliers du Saint-Laurent créé en 1943 à Baie-Comeau,. Les Baie-Comois sont témoins d'explosions audibles au large de la ville et de la disparition de certains navires lors de la bataille du Saint-Laurent. En avril 1943, Baie-Comeau effectue un don de 305 000 $ à la campagne des bons de la Victoire.
À l'été 1941, un feu de forêt sur les rives des rivières Manicouagan et Amédée menace la ville de Baie-Comeau. Le feu atteint l'emplacement actuel des galeries de Baie-Comeau. Alors qu'on se prépare à l'évacuation, le changement de direction du vent et la pluie permettent de ralentir sa progression et d'épargner la ville. Mais, en seulement quelques jours, 12 000 acres sont détruits,. En 1943, la population de Baie-Comeau atteint 2 500 habitants et on compte seulement 350 maisons. Depuis sa création, la ville est en crise du logement presque perpétuelle. Les propriétaires doivent louer une partie de leurs maisons aux célibataires ou jeunes couples en attente d'un logement,. En 1944, la ville est reliée par voie routière à Tadoussac,.

### Naissance de Hauterive (1945-1950)
En décembre 1945, la création du diocèse du golfe du Saint-Laurent s'étendant de Tadoussac à Natashquan est annoncée par le pape.  Monseigneur Napoléon-Alexandre Labrie, responsable du vicariat apostolique du golfe Saint-Laurent à Havre-Saint-Pierre depuis 1938, est nommé évêque. L'église Sainte-Amélie est sélectionnée comme siège épiscopal,. Le 11 août 1946, la cérémonie d'intronisation de l'évêque a lieu à la cathédrale. Arrivé en mai 1946, Mgr Labrie cherche alors le site idéal pour construire un nouvel hôpital, un séminaire et son évêché,. Les autorités municipales et de la QNSP lui proposent le site du mont Sec, mais Mgr Labrie préfère s'installer plus à l'ouest, sur le plateau dominant l'estuaire de la rivière Manicouagan, à proximité des ruines du Vieux Poste. Les autorités acceptent cette proposition, mais le nouveau développement devra être autonome, c'est-à-dire indépendant la QNSP,. La compagnie voyant cette opportunité comme solution peu coûteuse à la crise du logement, cède les terrains au gouvernement du Québec qui en redistribue la moitié à la corporation épiscopale de Mgr Labrie et l'autre à la société de développement de Hauterive fondée au printemps 1949. Au printemps 1948, le défrichement et la construction commencent mais un mois après, le plateau est victime d'un incendie,. Le 15 juin 1948, le comité exécutif pour la ville Manicouagan se forme, cependant ce nom et ceux de Labrieville et Nouvelle, sont refusés par la commission de toponymie. Le nom de Hauterive est finalement accepté le 11 janvier 1949. Les premières familles s'y installent à l'automne 1949. Le nouvel évêché est accessible à partir de 1950 et est utilisé comme hôpital temporairement. La première messe officielle de Hauterive est célébrée le 27 avril 1950 dans un entrepôt situé sur la rue Joliet. La corporation de la ville de Hauterive est enregistrée le 29 mars 1950 et le premier maire, Henri Fortier est élu le 15 juillet 1950,. En novembre 1950, l'évêque prend possession de son nouvel évêché sur le boulevard Blanche. L'hôtel-Dieu de Hauterive est gérée par six religieuses des sœurs grises de Montréal.
La ferme laitière située à l'ouest de la rivière Amédée et exploitée par Louis Amiot, un marchand de Rimouski depuis 1937, est vendue aux frères Benoît et Honorat Trudel en 1945,,,. Une pente de ski et un remonte-pente électrique sur la côte Laval (au sud du terrain de balle Laval) sont utilisés de 1945 à 1958. À Baie-Comeau, un mini-golf au centre-ville est disponible depuis 1944, deux piscines publiques près de la plage Champlain depuis 1946 et quatre autobus municipaux sont en opération en 1947,. En 1946, l'hôtel Deiniger d'une capacité de 100 chambres (actuellement le Grand Hôtel) est construit en remplacement de l'hôtel la Salle incendié en 1944,.
Le premier curé de Baie-Comeau, le Père Louis-Philippe Gagné est remplacé par Alfred Poulin le 13 mai 1948. Le nouveau maire Joseph Alfred Duchesneau est assermenté le 21 décembre 1948. La population s'élève à 3 500 habitants et seulement 426 résidences, la crise du logement continue malgré la construction d'une centaine de maisons à Hauterive,. Le faible coût des terrains à Hauterive attire les employés de la QNSP pour bâtir leur propre maison. En seulement deux ans, la population atteint 283 habitants qui triple entre 1951 et 1953,.

### Développement industriel (1950 à 1970)
La capacité de la centrale du barrage Outardes devient insuffisante pour la demande grandissante de l'usine et des villes. C'est ainsi que la Manicouagan Power Company est fondée en 1949 par la QNSP pour étudier la possibilité de construire un barrage sur la rivière Manicouagan,. Elle obtient un bail de vingt-cinq ans sur les droits énergétiques des premières chutes de la rivière grâce à l'intervention de Maurice Duplessis,. En mai 1951, la construction d'un nouveau barrage et d'une centrale de 73 MW portant le nom du colonel McCormick commence,. Le barrage est complété à la mi-avril 1952 et la production d'électricité commence le 8 décembre 1952,. L'inauguration officielle du barrage McCormick par le premier ministre Duplessis a lieu le 18 juillet 1953.
En 1952, le gouvernement de Duplessis autorise la construction d'un hôpital de 150 lits à Hauterive. La construction de l'Hôtel-Dieu de 600 000 $ débute le 7 septembre 1954.

Les avantages hydroélectriques et portuaires de Baie-Comeau incitent des investisseurs britanniques à former la Canadian British Aluminium (CBA) et envisagent d'y construire une aluminerie. Les opérations exigeant une demande en électricité très élevée nécessitent l'ajout de trois turbines supplémentaires à la centrale. Ils négocient alors 40% des actifs de la centrale et en retour, la QNSP paie 40% des coûts de construction de l'usine. Les travaux représentant un investissement de 130 M$ débutent en 1955,. Ces travaux entraînent l'aménagement d'un nouveau quartier résidentiel de 350 maisons dès août 1956 près des lacs du Moulin qui sont renommés lac Aber et lac Leven en l'honneur de deux usines de la compagnie mère en Écosse. Les premiers habitants du quartier alors nommé Baie-Comeau Nord arrivent au printemps 1957. La paroisse Saint-George est fondée en avril, le quartier prendra son nom. Un quai pouvant accueillir des navires transatlantiques est également aménagé dans la baie des Moulins. La mise-en-opération des cuves débutent en 1958 et l'inauguration officielle a lieu le 14 juin,. 

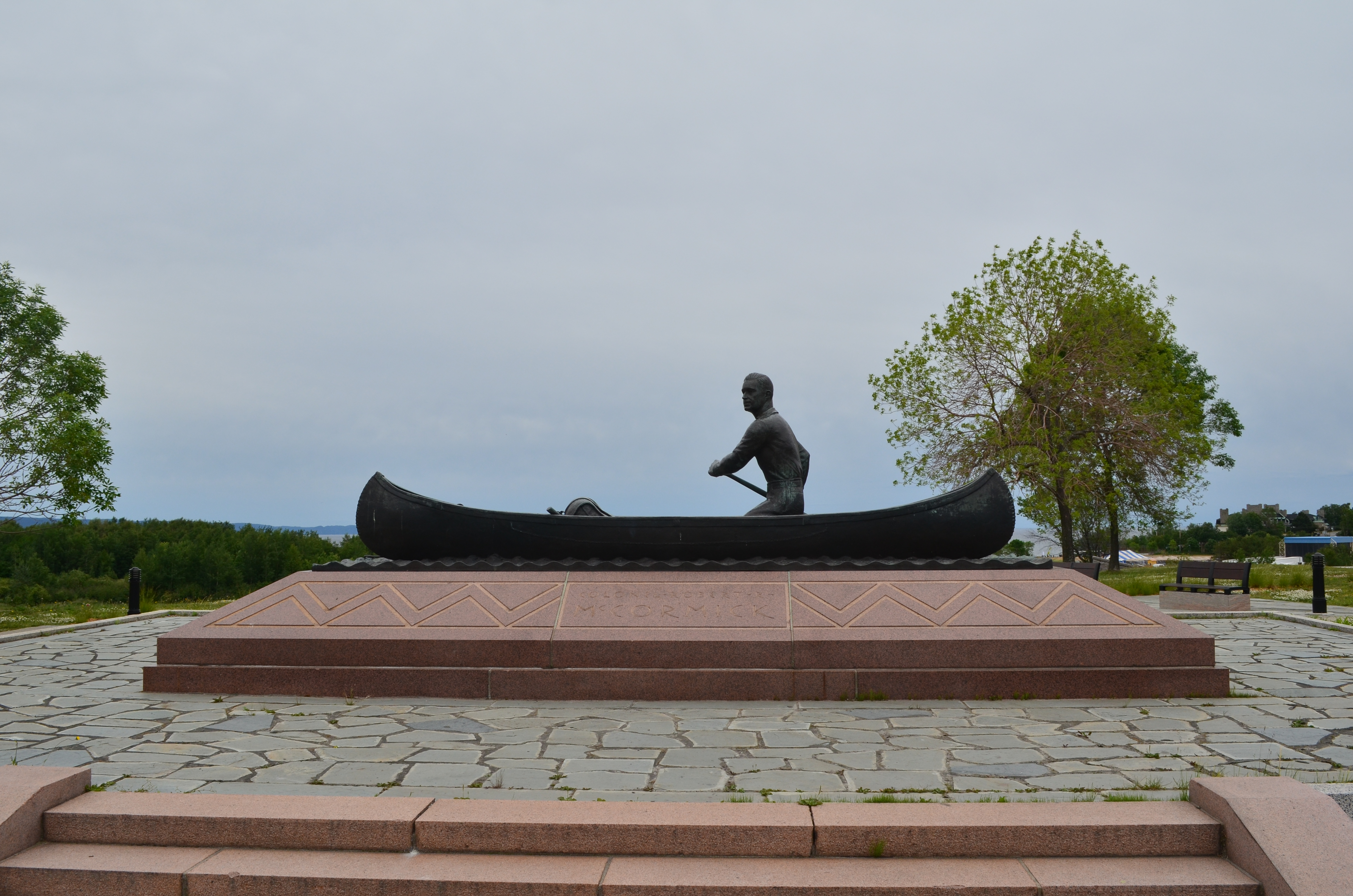
La statue à l'effigie du colonel McCormick.

À la suite du décès du colonel McCormick le 1er avril 1955, un monument est érigé en son honneur. Celui-ci est dévoilé par son épouse le 29 juillet 1956.
Le 11 mars 1957, l'Abbé Gérard Couturier est nommé évêque du diocèse à la suite de la démission du Mgr Labrie en novembre,. Le 29 février 1960, le transfert du siège épiscopal du diocèse du Golfe Saint-Laurent à la cathédrale de Hauterive est annoncé, celle-ci est bénie en mai suivant.
En 1959, Cargill entreprend la construction d'un site d'entreposage de céréales et d'un complexe portuaire dans l'anse du moulin dans la baie des Anglais à côté des installations de la CBA. Il s'agit d'un lieu d'entreposage et de transbordement, entre les navires, pour le commerce outre-mer des céréales des prairies ,.
Au milieu des années 50, Hydro-Québec montre de l'intérêt pour le potentiel hydroélectrique des rivières Outardes et Manicouagan. La construction d'une route menant vers le nord débute à la fin de la décennie. En août 1960, les projets de complexes hydroélectriques de Manic 2 et Manic 5 sont dévoilés par le gouvernement,. La construction des barrages attire beaucoup de nouveaux travailleurs si bien qu'en 1962, on en comptait plus de 1 000.
Les nouvelles usines et les constructions d'Hydro-Québec favorisent le développement des deux municipalités au cours des années 1950 et 1960. En effet, la population de Baie-Comeau passe de 4 225 à 7 956 de 1951 à 1961, en plus du développement de la paroisse Saint-Nom-de-Marie et du quartier Saint-Georges. La population de Hauterive atteint 6 000 habitants en 1961 et comprend désormais des écoles, un hôpital, L’Hôtel-Dieu de Hauterive (1955)  et le séminaire Pie X de Hauterive ouvert en 1958. Les élèves y suivront le cours classique,.Le séminaire deviendra le Cégep de Baie-Comeau en 1986.

### Récession et fusion
Si les années 1950 et 1960 ont été très profitables à Baie-Comeau, la situation se complique dans les années 1970 et 1980. La récession économique bat son plein à la suite des différentes crises pétrolières et les différents chantiers d'Hydro-Québec en souffrent[réf. nécessaire].
Sept barrages et centrales hydroélectriques sont érigés entre 1959 et 1978 dans le complexe Manic-Outardes. Les grandes industries complètent leurs travaux de nouvelles constructions et de rénovations des anciennes. Certaines infrastructures municipales sont remplacées, tel que le centre récréatif, détruit en 1969 et remplacé dès 1971[réf. nécessaire].
Dès 1967, on songe à la fusion des deux villes jumelles séparées d'à peine cinq kilomètres. Baie-Comeau est une ville plutôt industrielle, et profite de revenus de taxation élevés grâce aux entreprises sur son territoire, alors qu'Hauterive est une ville de services et de résidences, avec des plus faibles revenus de taxation. Pour remédier aux inéquités fiscales, le 30 novembre 1981, Jacques Léonard, ministre des Affaires municipales, dépose le projet de loi 37 qui force la fusion des deux villes. La population de Baie-Comeau est contre une éventuelle fusion (90 % de la population en 1976) alors que ceux de Hauterive sont favorables à une telle mesure. Le maire de Baie-Comeau, Henry Léonard, farouche opposant à cette fusion, annonce que « la guerre est déclarée ! » Le 23 juin 1982, la fusion est adoptée sans référendum. Cette fusion provoque des luttes politiques entre Henry Léonard et le dauphin de l'ancien maire de Hauterive, Roger Thériault.
C'est finalement à cette époque que le Baie-Comois Brian Mulroney est élu premier ministre du Canada en 1984[réf. nécessaire].

### Maturité
La fin des années 1980 et les années 1990 amènent une consolidation des acquis sans réel avancement pour Baie-Comeau. La rivalité entre les deux anciennes jumelles se poursuit mais montre des signes d'essoufflement.
La papetière QNSP change de nom et de propriétaires à plusieurs reprises, passant à la Québec et Ontario (QUNO), puis à Donohue, elle-même reprise par Abitibi-Consolidated et Abitibi-Bowater, et finalement Produits forestiers Résolu. De nombreuses rénovations sont effectuées.
L'aluminerie CBA quant à elle passe entre les mains de la Société Canadienne de Métaux Reynolds et de l'américaine Alcoa. L'aluminerie de Baie-Comeau, à la suite des agrandissements de la fin des années 1980, devient l'une des plus importantes au monde.
Les PME se multiplient sur le territoire de Baie-Comeau. D'autres projets voient le jour : la salle de spectacle voit le jour le 12 septembre 1992 et la forestière Kruger s'installe à Ragueneau près de Baie-Comeau. Le CÉGEP de Baie-Comeau est rénové ainsi que l'hôpital.
Il ne faut pas oublier de mentionner la crise des BPC de 1989, entreposés au nord de Baie-Comeau à la suite du grand incendie de Saint-Basile-le-Grand, après une initiative du gouvernement de Robert Bourassa. L'entreposage et la destruction de ces déchets dangereux dure huit ans et prend fin en 1997.
Finalement, les années 1980 et 1990 voient l'apparition de plusieurs projets et événements culturels et sportifs : le Symposium de peinture de Baie-Comeau, les rénovations de l'église Sainte-Amélie de Baie-Comeau, les Jeux du Québec, l'arrivée d'une équipe de la LHJMQ, le Drakkar de Baie-Comeau, etc.
En 1991, un grand incendie dévaste la forêt de la région.

### Le déclin
Comme la plupart des municipalités québécoises avec une économie primaire axée sur la forêt et autres industries lourdes, Baie-Comeau fait face à des défis de taille depuis la fin des années 1990. La crise du marché du bois d'œuvre a déjà causé la mise à pied temporaire d'une centaine de travailleurs à l'été 2006 à la scierie Manic et l'état moribond du marché du papier journal menace à moyen terme les activités de la papetière AbitibiBowater. Pour ce qui est de l'aluminerie Alcoa, elle a tenté en 2002 de signer une entente avec Hydro-Québec pour obtenir un bloc d'hydro-électricité à rabais, condition requise selon la compagnie pour moderniser la partie originale de l'usine qui a terminé sa vie utile. Cette entente annoncée par le premier ministre Bernard Landry fut annulée par l'élection du parti Libéral en avril 2003. C'est toutefois en 2008 que le premier ministre Jean Charest en arrivait à la conclusion d'une nouvelle entente avec l'aluminerie concernant la modernisation de ses installations à Baie-Comeau mettant ainsi fin aux spéculations pessimistes quant à l'avenir de la ville. La dénatalité et surtout l'exode des jeunes vers la métropole (Montréal) ou les centres plus urbanisés tels que Québec sont des facteurs qui demeurent préoccupants mais qui tendent à se stabiliser selon les dernières données démographiques concernant cette région.

## Démographie
| 1941  | 1951  | 1956  | 1961   | 1971   | 1981   | 1986   |
| ----- | ----- | ----- | ------ | ------ | ------ | ------ |
| 1 548 | 4 255 | 6 094 | 13 936 | 26 635 | 26 861 | 26 244 |

| 1991   | 1996   | 2001   | 2006   | 2011   | 2016   | 2021   |
| ------ | ------ | ------ | ------ | ------ | ------ | ------ |
| 26 012 | 25 554 | 23 079 | 22 554 | 22 113 | 21 536 | 20 687 |

### Langues
En 2011, sur une population de 21 860 habitants, Baie-Comeau comptait 98,8 % de francophones 0,4 % d'anglophones et 0,8 % allophones et autochtones, principalement ceux qui parlent l'innu-aimun.

## Administration
Les élections municipales se font en bloc et suivant un découpage de huit districts.
| Baie-Comeau Maires depuis 2002                                                                                       |                   |                                                   |          |
| Élection | Maire             | Qualité                                           | Résultat |
| 2002 | Ivo Di Piazza     |                                                   | Voir     |
| 2005 | Ivo Di Piazza     | Voir                                              |          |
| 2009 | Christine Brisson |                                                   | Voir     |
| 2013 | Claude Martel     |                                                   | Voir     |
| 2017 | Yves Montigny     | Démission, élu député provinciale en octobre 2022 | Voir     |
| 2021 | Yves Montigny     | Démission, élu député provinciale en octobre 2022 | Voir     |
| oct.-nov. 2022 | Serge Deschênes   | Maire-suppléant, démission                        | Voir     |
| nov. 2022 | Carole Deschênes  | Mairesse-suppléante                               | Voir     |
| fév. 2023 | Michel Desbiens   |                                                   | Voir     |
| Élection partielle en italique Depuis 2005, les élections sont simultanées dans toutes les municipalités québécoises |                   |                                                   |          |

## Politique
Baie-Comeau fait partie de la circonscription fédérale de Manicouagan à la Chambre des communes du Canada et de la circonscription provinciale de René-Lévesque à l'Assemblée nationale du Québec.

## Économie
L'économie de Baie-Comeau repose principalement sur l'exploitation des ressources naturelles en comptant des industries dans les secteurs forestiers, des pâtes et papiers, de la métallurgie (aluminium) et de l'hydroélectricité. Étant la plus grande ville de la Manicouagan, elle est aussi un axe commercial majeur de l'Est du Québec. 

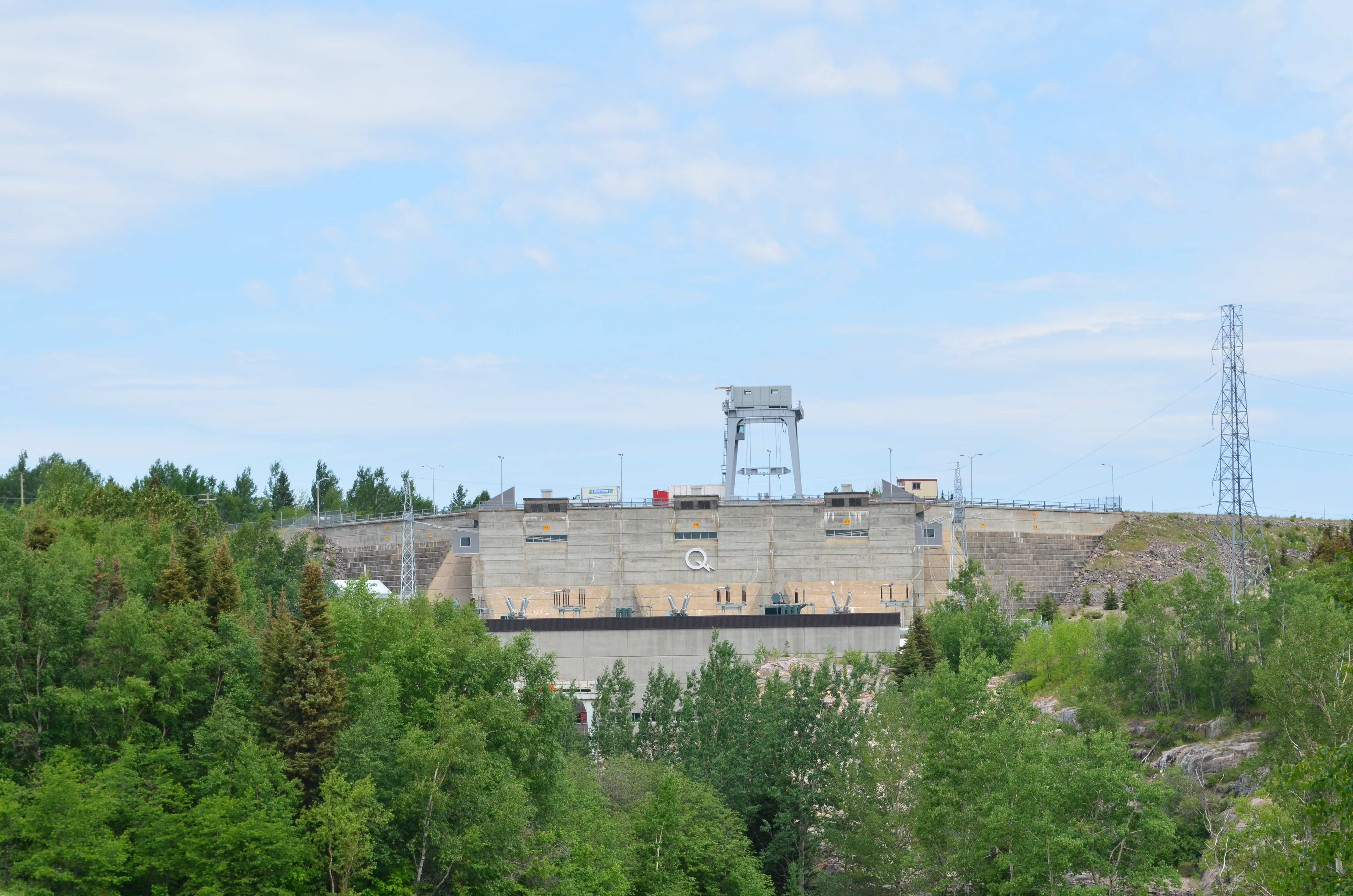
La centrale Manic-1 sur la rivière Manicouagan.

### Hydroélectricité
La production d'hydroélectricité est une activité importante dans la région de Baie-Comeau grâce à son bassin hydrographique. Hydro-Québec y possède de nombreuses installations dont un bureau.
La rivière Manicouagan compte quatre barrages hydroélectriques. La centrale McCormick et la centrale Manic-1 qui partagent le même réservoir à l'entrée de Baie-Comeau ont une puissance installée respective de 235 MW et 184 MW. La centrale McCormick est codétenue par Hydro-Québec et Alcoa. La centrale Jean-Lesage (Manic 2) située au nord de Baie-Comeau avec un barrage à poids et joints évidés a une capacité de 1 229 MW. On y trouve également la centrale René Lévesque (Manic-3) d'une puissance de 1 326 MW et le complexe Manic-5 avec le barrage Daniel-Johnson, le plus grand barrage à voûtes multiples et à contreforts au monde, d'une puissance totale de 2 660 MW. Ces deux derniers sont situés sur le territoire non-organisé de la Rivière-Aux-Outardes au nord de Baie-Comeau.
Il y a également trois centrales sur la rivière aux Outardes et une sur la rivière Toulnoustouc qui sont situées en périphérie de la ville.

### Exploitation forestière
L'exploitation forestière, la transformation du bois et l'usine de papier emploient directement environ 560 employés et indirectement 1 800 dans la région de Baie-Comeau en 2017. L'usine de papier de produits forestiers Résolu de Baie-Comeau produits 320 000 tonnes métriques de papier journal annuellement. Le bois coupé de l'exploitation forestière est transformé à la scierie des Outardes près de Baie-Comeau. La production annuelle, en 2017, est évaluée à 175 millions de pieds-planche de bois d'œuvre.

### Aluminium

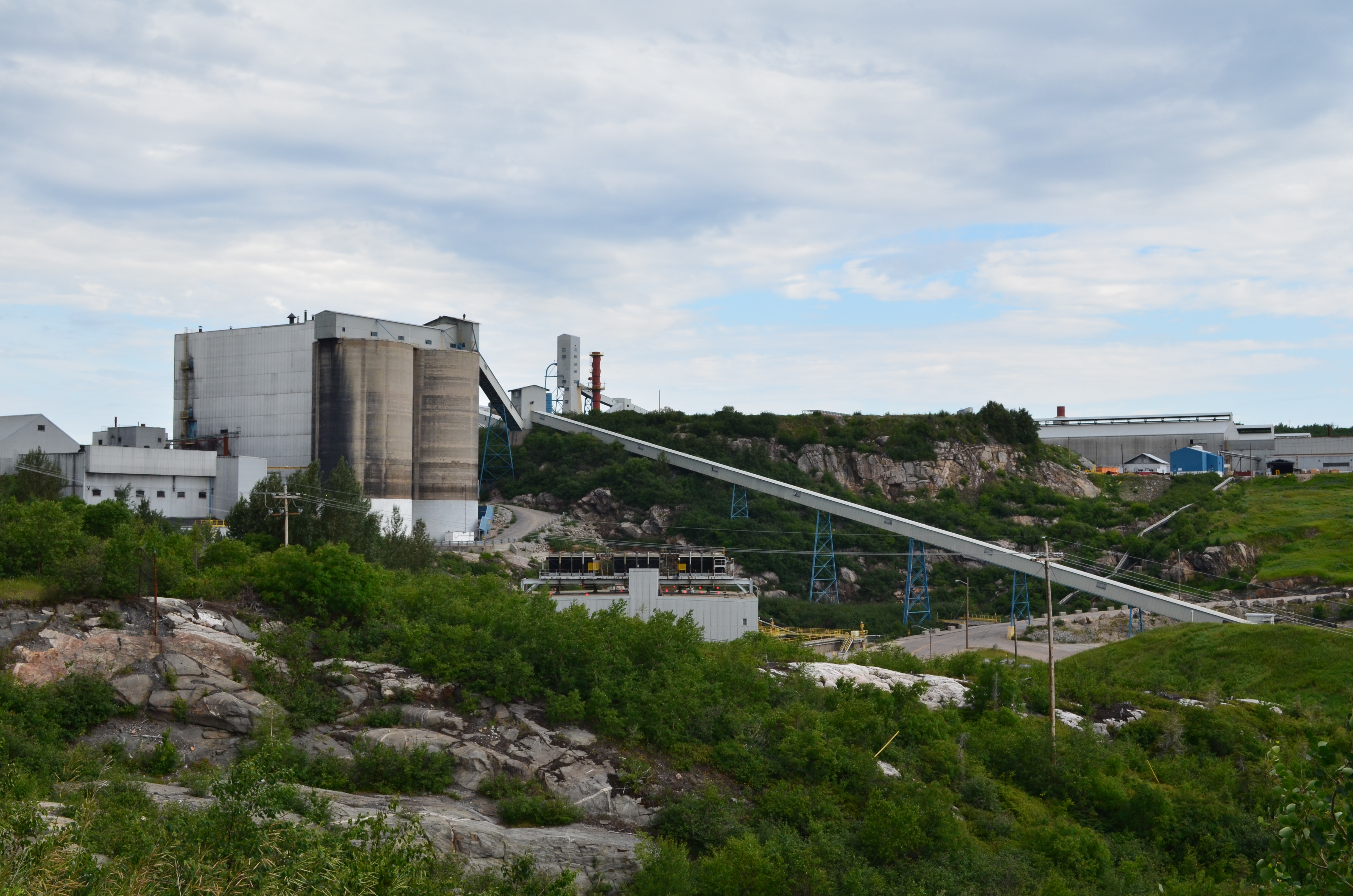
Convoyeurs et bâtiments d'Alcoa à Baie-Comeau.

L'aluminerie Alcoa de Baie-Comeau (anciennement Société canadienne de métaux Reynolds) est implantée depuis 1957. Elle emploie près de 850 personnes directement et indirectement (entrepreneurs, employés contractuels, etc.). La production annuelle d'aluminium est estimée à 300 000 tonnes métriques. Depuis 2014, les investissements pour la modernisation des installations atteignent 300 M$,. Les produits d'aluminium fabriqués à l'usine sont destinés à la refonte. Alcoa réinvestit dans la communauté par le biais des Fonds Alcoa pour les collectivités durables, un montant de 400 000 $ est attribué annuellement à Baie-Comeau.

### Installations portuaires

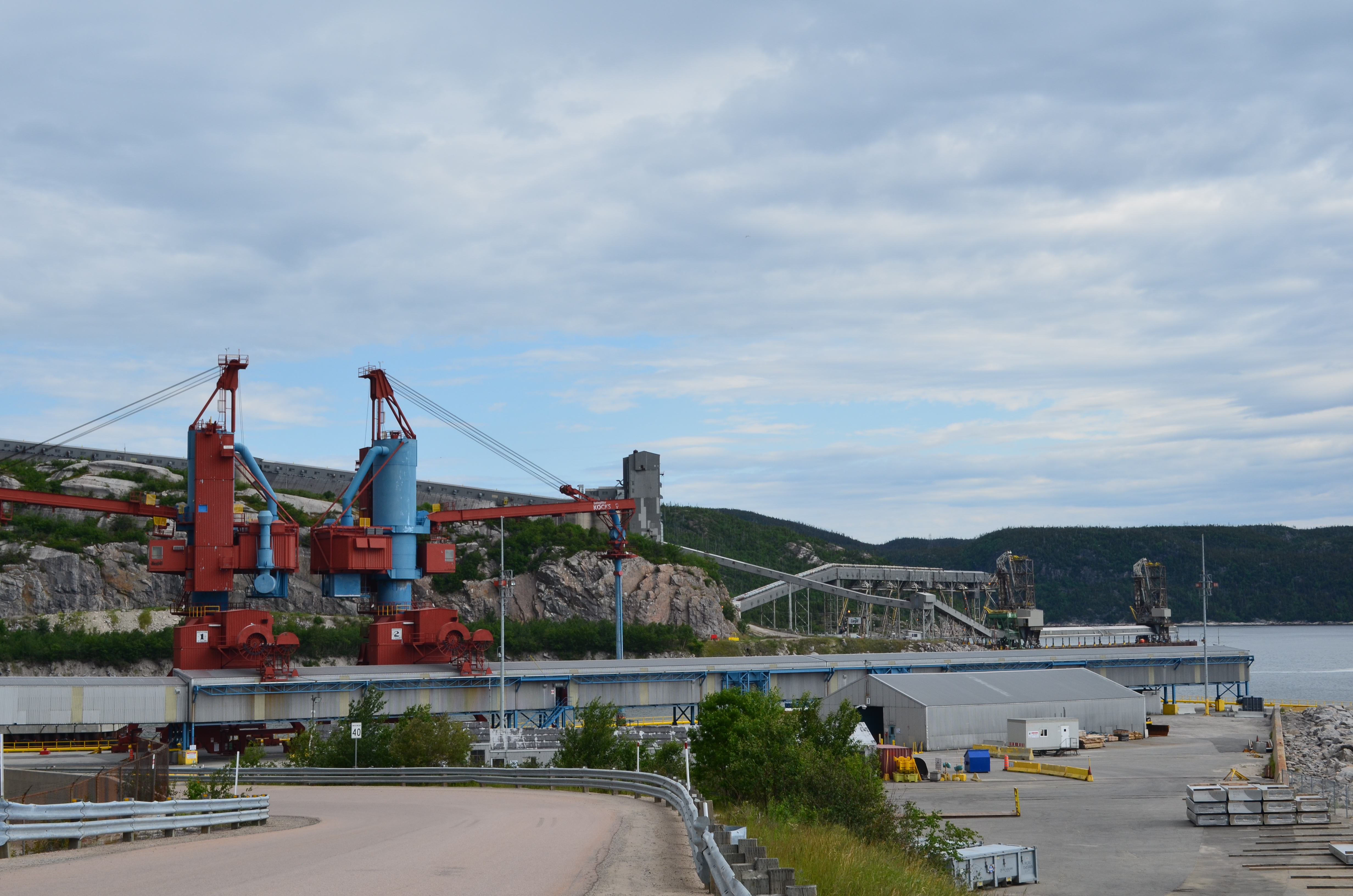
Terminal d'Alcoa dans le port.

Baie-Comeau possède un port en eaux profondes qui lui sert de lien maritime pour l'exportation et l'importation de marchandises ainsi que pour le transport de personnes. La Société du port ferroviaire de Baie-Comeau - Hauterive (SOPOR) est propriétaire et gestionnaire des installations ferro-portuaires. Les marchandises exportées sont principalement le bois d'œuvre, le papier journal ainsi que les plaques et lingots d'aluminium. L'aluminerie d'Alcoa possède son propre quai où elle effectue le déchargement d'alumine et le chargement de mégots d'anodes. L'usine de Cargill détient également ses quais qui servent au chargement et déchargement de navires céréaliers. Il s'agit du plus important terminal céréalier en Amérique du Nord.
Le port de Baie-Comeau sert également d'escale pour de nombreux bateaux de croisières. Ces croisières sont gérées par l'organisme à but non lucratif Croisières Baie-Comeau dont le but est de faire la promotion des attraits touristiques de la ville auprès des croisiéristes internationaux. Un lien entre la rive-sud et la côte-nord est assuré par le traversier F-A Gauthier. Ce traversier, transportant véhicules et passagers, effectue un à deux aller-retour par jour durant toute l'année rejoignant Matane à Baie-Comeau ou Godbout. Il est géré par la Société des traversiers du Québec.

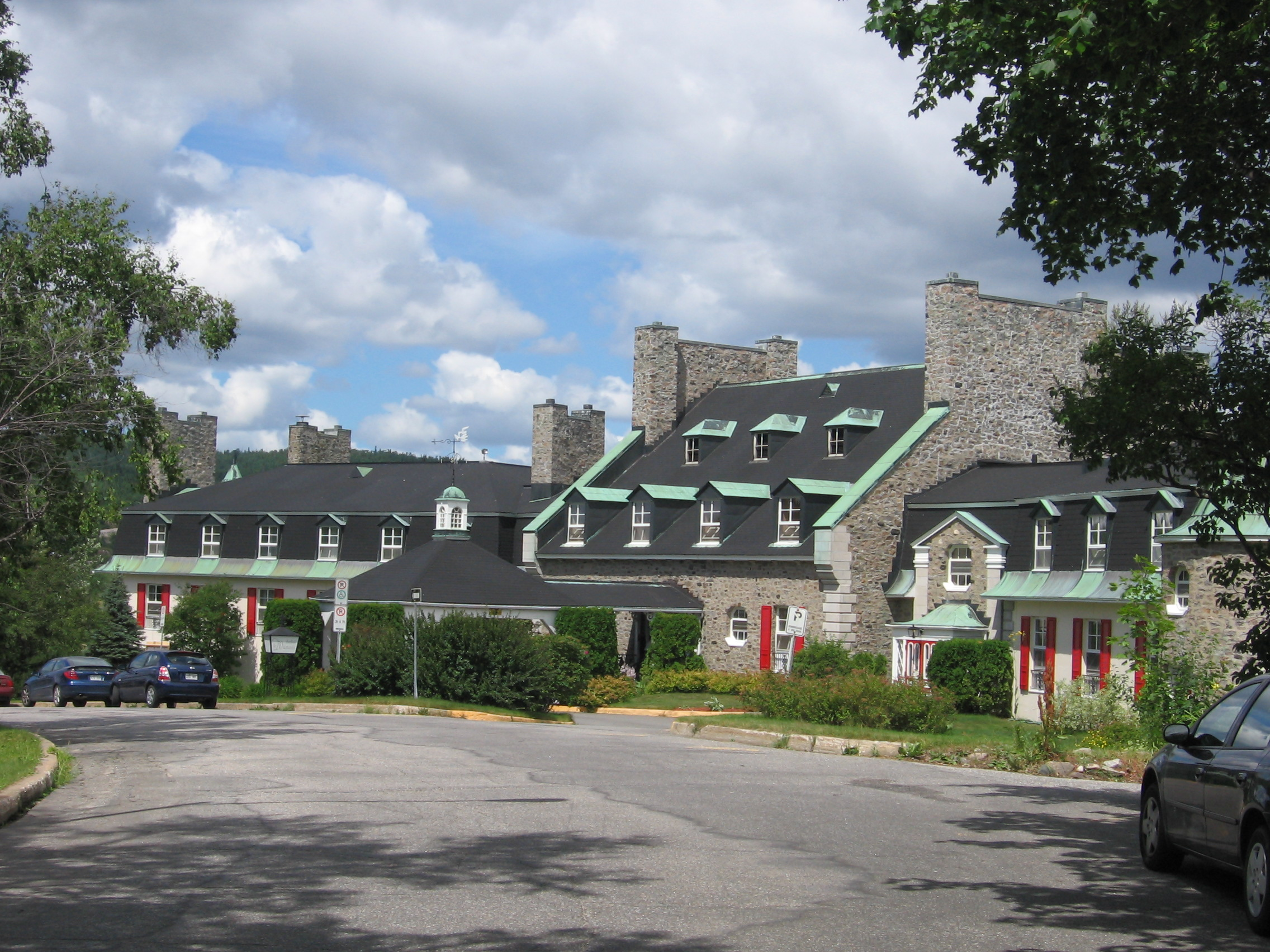
Hôtel Le Manoir.

### Tourisme
La région de Baie-Comeau offre de nombreux attraits touristiques pour les amateurs de plein air, de grands espaces, de sports motorisés, de chasse et pêche tout en offrant une vue sur la mer et des plages. Grâce aux nombreux lacs et rivières de la région, la pêche est une activité développée et même la pêche au saumon est possible sur les rivières. La chasse à l'orignal, à l'ours et autres gibiers est également pratiquée dans les zones forestières. Il y a d'ailleurs plusieurs pourvoiries et zecs qui offrent des forfaits pour pratiquer ces activités. Il existe de nombreux sentiers de motoneige et de quad où il est possible de parcourir de longues distances en forêt ou en longeant le fleuve tout en étant relié à la ville et au reste de la Côte-Nord. La randonnée pédestre, l'escalade, le kayak de mer, le kitesurf, les sports de glisse hivernal, le camping et toutes autres activités en plein air sont des loisirs pratiqués dans la région. Il est également possible de faire l'observation de mammifères marins tout le long de la côte ou en suivant la route des Baleines,.

### Transport
Baie-Comeau est desservie par la Traverse Matane - Baie-Comeau - Godbout qui permet d'atteindre la Gaspésie. La Route 138 est la voie de circulation majeure pour la région.

## Éducation
La ville de Baie-Comeau compte de nombreux établissements d'éducation de différents niveaux. Les établissements scolaires primaires et secondaires de langue française de Baie-Comeau sont gérés par la commission scolaire de l'Estuaire, dont le centre administratif est situé à Baie-Comeau. La commission scolaire de l'Estuaire s'étend de Tadoussac à Baie-Trinité et  possède des points de service à Forestville et Tadoussac.
Les services éducatifs en anglais sont prodigués par la commission scolaire Eastern Shores.

### Niveau primaire
- École Bois-du-nord : 217 élèves
- École Boisvert : 268 élèves
- École Dominique-Savio : 49 élèves
- École Leventoux : 372 élèves
- École Mgr-Bélanger : 229 élèves
- École Saint-Cœur-de-Marie : 248 élèves
- École Trudel : 136 élèves[132]
- École secondaire de Baie-Comeau (Baie-Comeau High School), niveau préscolaire à secondaire 5 : 60 élèves[133]

### Niveau secondaire
- École secondaire Serge Bouchard : 738 élèves
- Polyvalente des Baies : 505 élèves[134]
- École secondaire de Baie-Comeau (Baie-Comeau High School), niveau préscolaire à secondaire 5 : 60 élèves[133]
- Centre de formation professionnelle et générale Manicouagan qui offre également l'éducation aux adultes et le service aux entreprises[135].

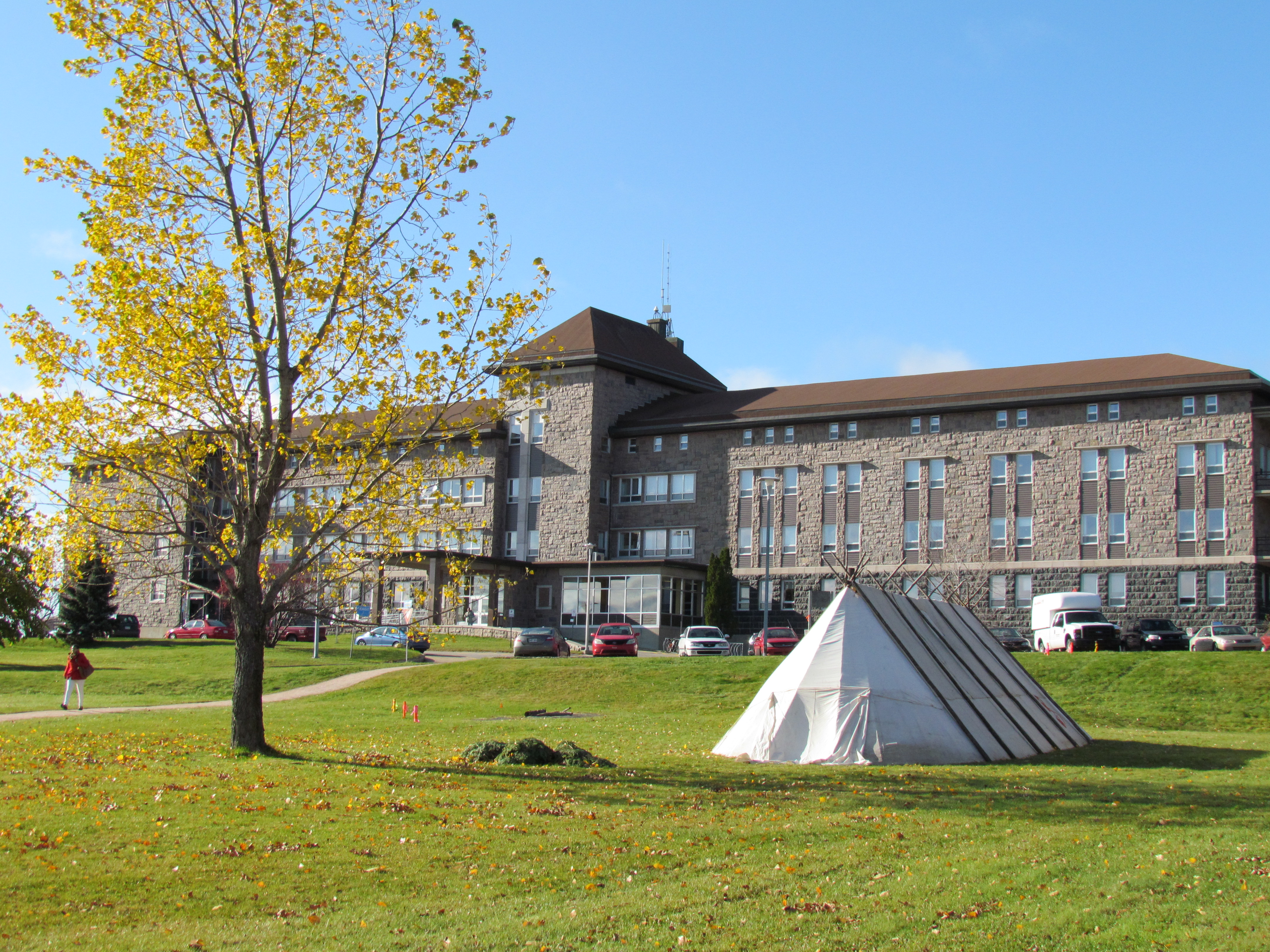
Cégep de Baie-Comeau.

### Niveau collégial
Le cégep de Baie-Comeau offre les programmes pré-universitaires ainsi que plusieurs programmes techniques. Il est le seul cégep à offrir la technique d'aménagement cynégétique (chasse) et halieutique (pêche), surnommé TACH.

## Santé
Le Centre intégré de santé et de services sociaux de la Côte-Nord dont le centre administratif est situé à Baie-Comeau dessert toute la région de la Côte-Nord. Baie-Comeau compte un hôpital, l'Hôpital Le Royer, deux centres d’hébergement et de soins de longue durée (CHSLD), un centre local de services communautaires (CLSC) incluant un groupe de médecine de famille universitaire, un centre de protection de l'enfance et de la jeunesse, un centre de réadaptation pour les jeunes en difficulté d'adaptation, un centre de réadaptation en déficience intellectuelle et en troubles du spectre de l'autisme et de réadaptation en déficience physique ainsi qu'un centre de réadaptation en dépendance.

## Sports

### Hockey sur glace
Le Drakkar de Baie-Comeau est une équipe de hockey sur glace de la Ligue de hockey junior Maritimes Québec évoluant au Centre sportif Alcoa depuis 1997.
La ville peut compter sur un bassin de joueurs en développement grâce à ses équipes de niveau Bantam et Midget BB.

### Sports motorisés
De 2016 à 2018, une compétition de courses de motoneige, le Snocross de Baie-Comeau, du circuit provincial SCMX a lieu annuellement,.
La ville a également été l'hôte pendant plusieurs années d'un festival des camionneurs.

### Cyclisme
Baie-Comeau a accueilli à deux reprises les championnats du monde de paracyclisme sur route de l'Union cycliste internationale (UCI) soit en 2010 et en 2013. L'édition de 2022 sera également présentée à Baie-Comeau,.
Baie-Comeau accueille également une épreuve de la coupe du monde de paracyclisme sur route de l'UCI en 2011, 2012, 2018 et 2019,.

## Culture

### Arts de la scène et musicaux
Le Centre des arts de Baie-Comeau comprend une salle à l'italienne où l'on diffuse des spectacles musicaux et des arts de la scène. L'Ouvre-Boite culturel diffuse également des spectacles musicaux et des arts de la scène dans une salle polyvalente.
La ville de Baie-Comeau héberge l'Orchestre symphonique de la Côte-Nord, qui se produit tantôt à l'Église Sainte-Amélie de Baie-Comeau, tantôt au Centre des arts de Baie-Comeau.
Le festival Eau Grand Air de Baie-Comeau a lieu chaque été depuis 2014. Le festival présente sur une scène extérieure au parc des pionniers des spectacles musicaux avec des artistes reconnus à travers la province. Depuis 2016, des épreuves de courses à pied ont lieu dans le cadre du festival.

### Arts visuels et littéraires
La ville est l'hôte du Symposium de peinture de Baie-Comeau depuis 1987.
Sur le plan littéraire, le Camp littéraire de Baie-Comeau a pour mission de favoriser la création littéraire sur la Côte-Nord. Un salon annuel de littérature jeunesse, Les antichambres du livre, est tenu annuellement depuis 2000.

### Cinéma
La ville de Baie-Comeau compte une salle de cinéma, le Ciné-Centre Baie-Comeau, lequel accueille depuis 30 ans le Festival Cinoche qui présente des films québécois et étrangers.
Les films Pour vivre ici et La Turbulence des fluides ont été tournés à Baie-Comeau,. La réalisatrice Manon Briand est d'ailleurs originaire de l'endroit.

## Microbrasserie
En 2013 la première microbrasserie, Microbrasserie Saint-Pancrace, a vu le jour sur la Côte-Nord. Quatre entrepreneurs ont fait l’acquisition d’un pub et d’une usine de production.

## Religion

### Catholicisme

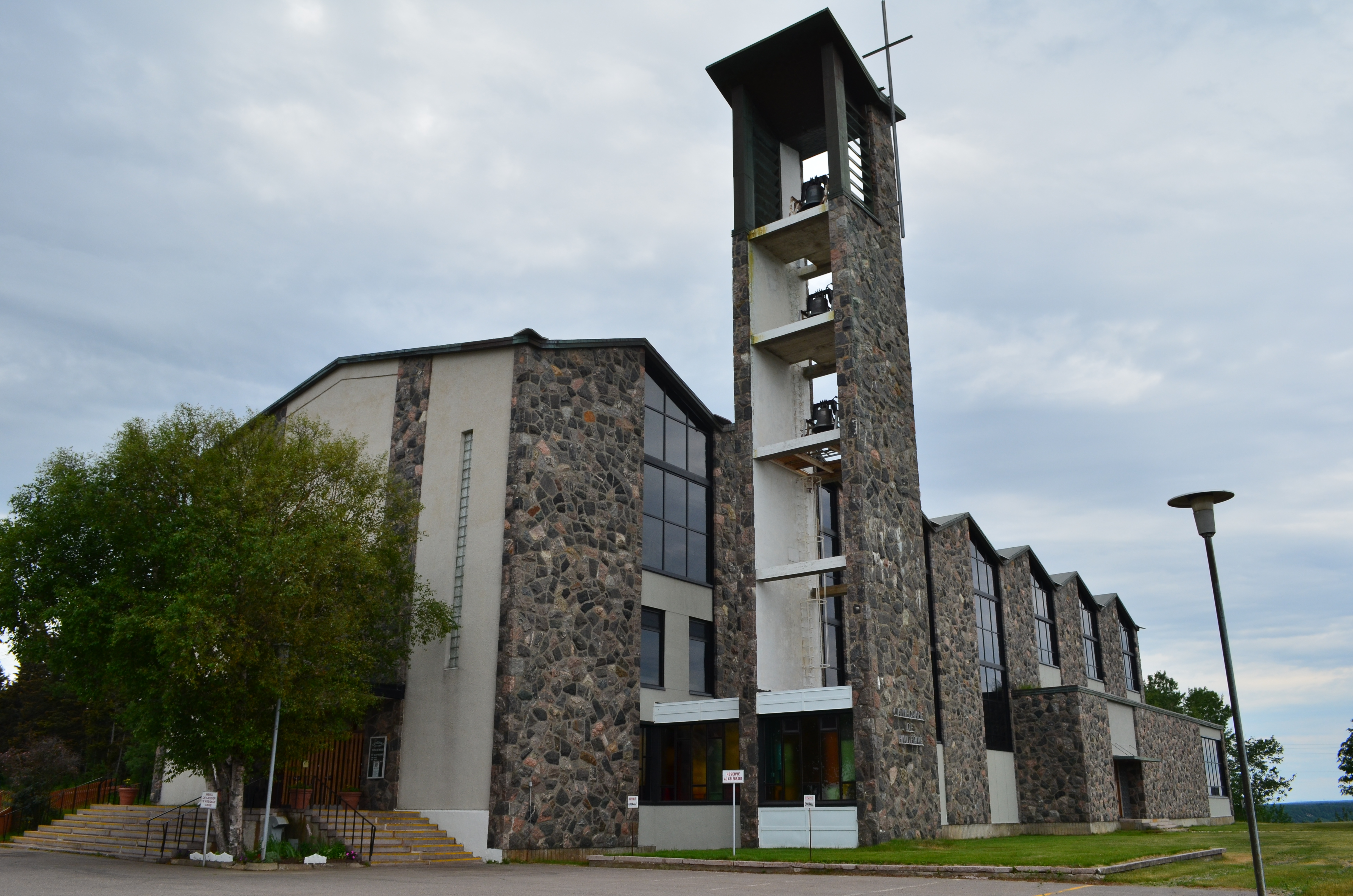
La cathédrale Saint-Jean-Eudes de Baie-Comeau.

Baie-Comeau comprend le diocèse de Baie-Comeau dont le siège est situé dans la cathédrale Saint-Jean-Eudes. Il s'agit d'un suffragant de l'archidiocèse de Rimouski,.
Une communauté religieuse catholique, la Famille Myriam a sa maison principale dans cette ville. Elle est située dans un ancien hôtel.

## Personnalités associées à Baie-Comeau

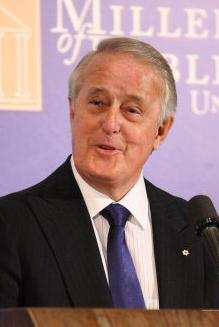
Brian Mulroney, Premier ministre du Canada de 1984 à 1993.

- Yves Bélanger, ancien gardien de but de la Ligue nationale de hockey ;
- Jean-Claude Bergeron, ancien gardien de but de la Ligue nationale de hockey ;
- Sylvie Drapeau, comédienne, récipiendaire d'un prix Jutra ;
- Dany Dubé, analyste sportif ;
- Bernard Fortin, comédien ;
- Andrea Jourdan, auteure culinaire ;
- Pierre-Cédric Labrie, joueur des Lightning de Tampa Bay ;
- Fern LeBlanc (en), ancien joueur des Red Wings de Détroit ;
- Brian Mulroney, Premier ministre du Canada de 1984 à 1993 ;
- Dave Morissette, ancien joueur des Canadiens de Montréal et animateur à TVA Sports ;
- Mara Tremblay, chanteuse et instrumentiste ;
- Alex Lévesque, humoriste et comédien.